# Friedrich Melchior, Baron von Grimm
Friedrich Melchior, Baron von Grimm (26 de desembre de 1723 – 19 de desembre de 1807) va ser un periodista francès d'origen alemany, també va ser crític d'art, diplomàtic i contribuïdor a la Encyclopédie ou Dictionnaire raisonné des sciences, des arts et des métiers. L'any 1765 Grimm va escriure Poème lyrique, un article influent per a l'Encyclopédie sobre la lírica i els librettos de l'òpera. Com els de Christoph Willibald Gluck.

## Biografia
Grimm nasqué a Regensburg, era fill d'un pastor protestant. Estudià a la Universitat de Leipzig, on Johann Christian Gottsched i de Johann August Ernesti, qui l'interessà per la crítica literària. L'any 1749 acompanyà al seu deixeble a París. Rousseau va escriure en el seu llibre Confessions que Grimm sabia tocar el cembalo i era lector del fill gran de Frederick III, Duc de Saxe-Gotha-Altenburg, el príncep hereu de Saxe-Gotha.

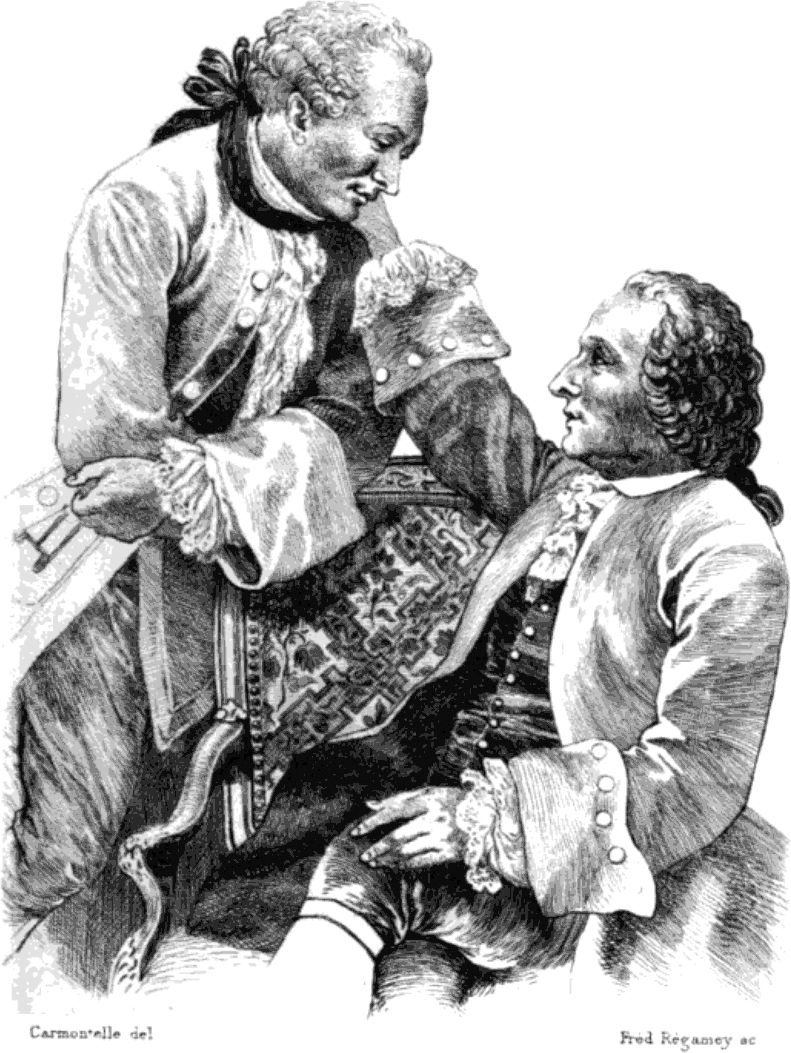
Denis Diderot i Friedrich Melchior Grimm, dibuixats per Louis Carrogis

Es va fer amic de Rousseau i es va associars amb els autors de l'Encyclopédie com Diderot, Baron d'Holbach, d'Alembert, Marmontel, Morellet i Helvétius, els quals es reunien amb Marie-Charlotte Hippolyte de Campet de Saujon. L'any 1750 va començar a col·laborar al Mercure de France. El 1752, a l'inici de la Querelle des Bouffons, va escriure Lettre de M. Grimm sur Omphale.
Grimm i Rousseau van esdevenir els enemics d'Élie Catherine Fréron. Era partidari de l'òpera italiana.
El primer número de Correspondance littéraire, philosophique et critique estava datat del 15 de maig de 1753.

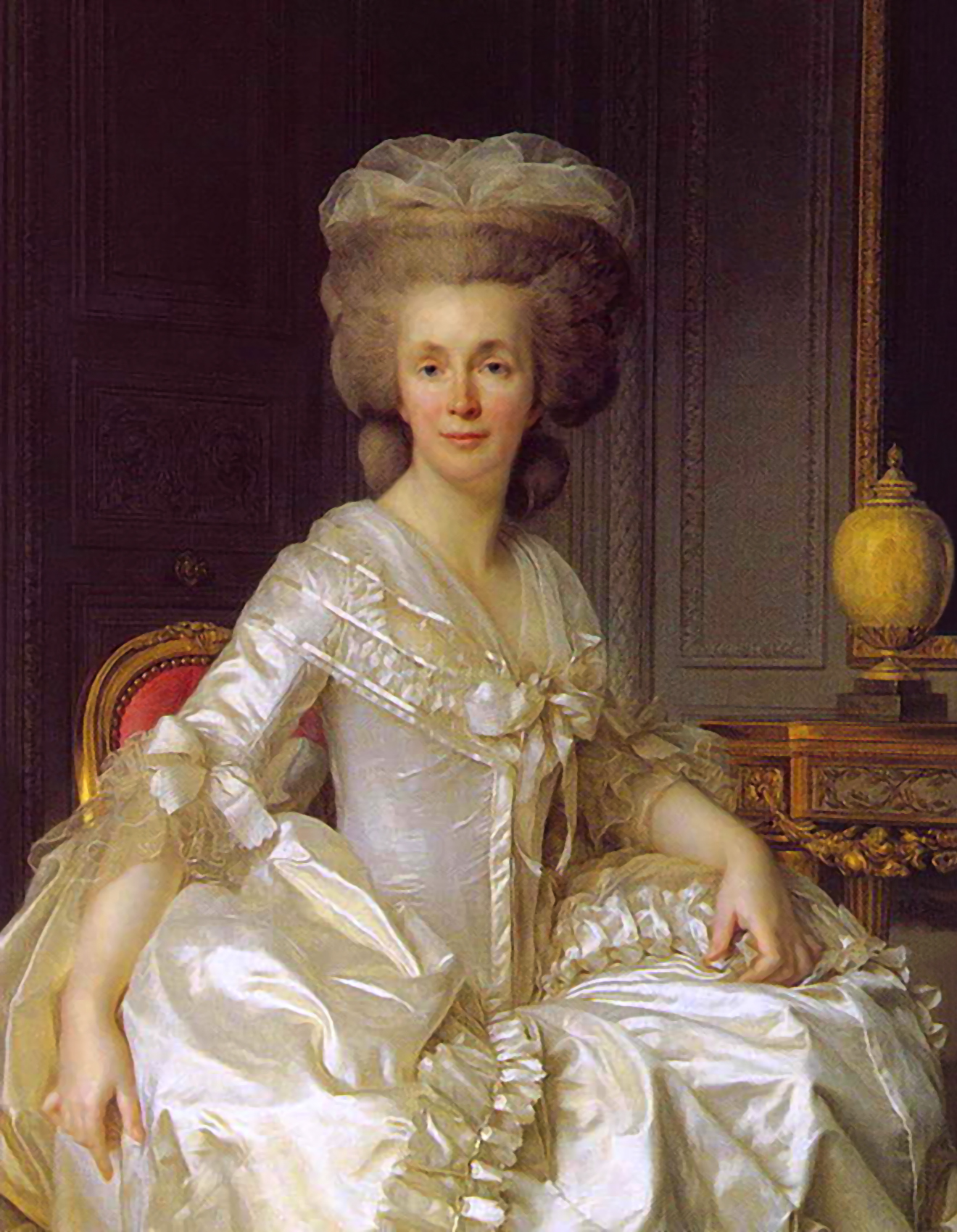
Suzanne Curchod

### Les tres visites de Mozart a París

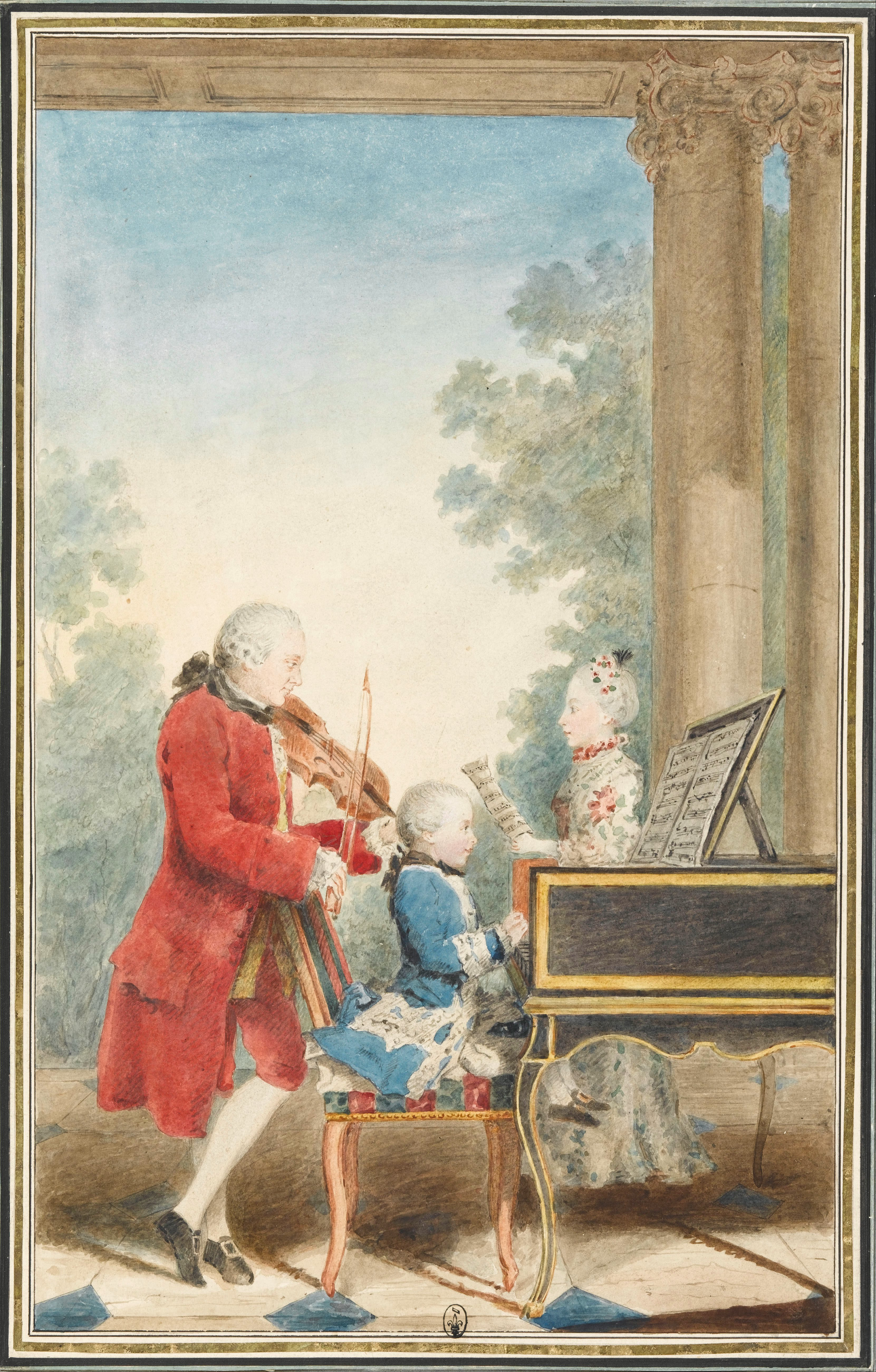
Retrat de Mozart

Leopold Mozart decidí fer una "Grand Tour" el juny de 1763 amb els seus dos fills prodigi, el nen Wolfgang i la nena Nannerl Els Mozart van visitar París i després marxaren a Londres. Grimm publicà un article molt elogiós sobre aquests fills de Mozart en el seu Correspondance Littéraire per facilitar que Leopold entrés als cercles de l'alta societat.
El gran cinturó d'asteroides 6912 Grimm rep aquest nom en el seu honor.

## Fonts

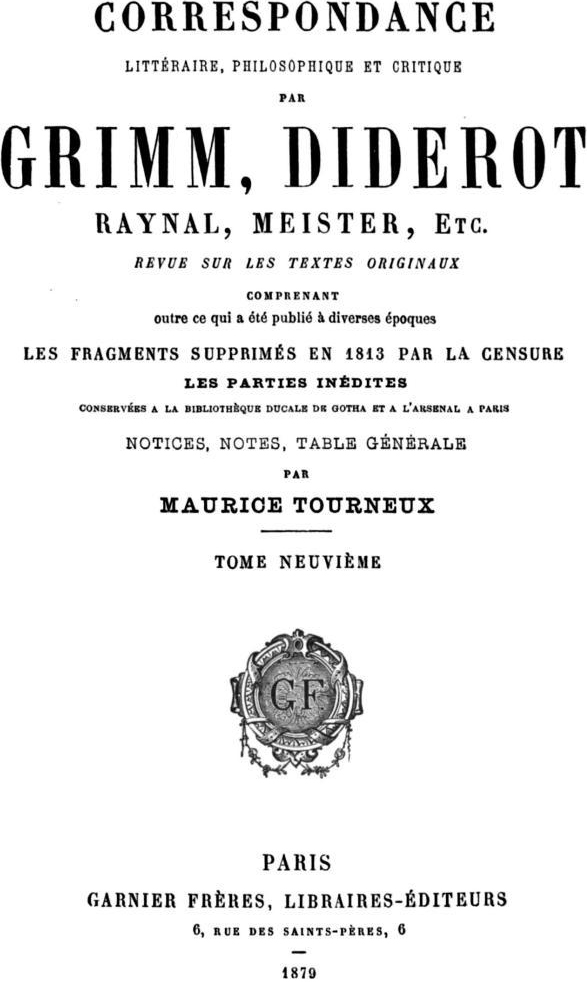
Portada reimpresa el 1879 de la Correspondance littéraire